# Pavlo Khnykin
Pavlo Viktorovych Khnykin (ukrainien : Павло Вікторович Хникін), né le 5 avril 1969 à Sverdlovsk, est un nageur soviétique puis ukrainien.

## Biographie
Pavlo Khnykin fait ses débuts internationaux lors des Championnats d'Europe 1991 à Athènes sous les couleurs de l'Union soviétique, remportant la médaille d'or du relais 4 × 100 m nage libre. Aux Jeux olympiques de 1992 à Barcelone, c'est sous les couleurs de l'équipe unifiée qu'il remporte la médaille d'argent  des relais 4 × 100 m nage libre et 4 × 100 m quatre nages et termine quatrième du 100 mètres papillon. 
L'année suivante, il est médaillé de bronze du 100 mètres nage libre aux Championnats d'Europe 1993 à Sheffield ainsi qu'à l'Universiade d'été à Buffalo, sous les couleurs de l'Ukraine.  Aux Jeux olympiques de 1996 à Atlanta, il termine notamment sixième du 100 mètres nage libre et huitième du 100 mètres papillon. 
Il est médaillé de bronze du relais 4 × 100 m quatre nages des Championnats d'Europe 2000 à Helsinki et participe aux Jeux olympiques de 2000 à Sydney ainsi qu'aux Jeux olympiques de 2004 à Athènes sans atteindre de finale.

## Palmarès

### Jeux olympiques
- Jeux olympiques de 1992 à Barcelone (Espagne) :
  -  Médaille d'argent sur le relais 4 × 100 m nage libre
  -  Médaille d'argent sur le relais 4 × 100 m quatre nages

### Championnats d'Europe
- Championnats d'Europe 1991 à Athènes (Grèce) :
  -  Médaille d'or sur le relais 4 × 100 m nage libre
- Championnats d'Europe 1993 à Sheffield (Royaume-Uni) :
  -  Médaille de bronze sur 100 m nage libre
- Championnats d'Europe 2000 à Helsinki (Finlande) :
  -  Médaille de bronze sur le relais 4 × 100 m nage libre

### Universiade
- Universiade d'été de 1993 à Buffalo (États-Unis) :
  -  Médaille de bronze sur 100 m nage libre